# سیارک ۸۵۷۷۳
سیارک ۸۵۷۷۳ (به انگلیسی: 85773 Gutbezahl، نامگذاری:1998UF15) هشتاد و پنج هزار و هفتصد و هفتاد و سومین سیارک کشف شده‌است که در ۲۵ اکتبر ۱۹۹۸ کشف شد.